# Lino Coutinho
José Lino dos Santos Coutinho (Salvador, 31 de março de 1784 — 24 de julho de 1836) foi um médico, poeta e político brasileiro.
Foi eleito deputado pela Província da Bahia para as Cortes de Lisboa (1821-1822). Foi presidente da província do Rio de Janeiro, de 16 de julho de 1831 a 3 de janeiro de 1832. Foi deputado geral nas três primeiras legislaturas da Câmara dos Deputados, e, apesar de ser ministro-geral do Império, era crítico e opositor, ainda que fosse conselheiro do imperador d. Pedro I e, após sua abdicação do trono, ocupou a Secretaria de Estado dos Negócios do Império, cargo que também lhe dava o direito de presidir a província do Rio de Janeiro, em 1831. 
Nomeado lente de patologia externa da Academia Médico-Cirúrgica da Bahia no ano de 1825, tornou-se em 1832 diretor da Faculdade de Medicina. Foi também médico honorário da Imperial Câmara, cavaleiro da Ordem de Cristo e sócio da Academia Real das Ciências de Lisboa.

## Biografia
Filho do português José Lino dos Santos e de Luiza Rosa Coutinho, após a conclusão do curso de humanidades seguiu para Coimbra, onde diplomou-se em medicina em 1813. Dali partiu para França e Inglaterra, onde ampliou os estudos.
Quando das lutas pela Independência da Bahia, Coutinho estava como deputado nas Cortes portuguesas. Apesar de ter defendido o envio de tropas lusas para deter "os facciosos, apoiados nos pretos e mulatos" recusa-se, junto a outros deputados brasileiros como Cipriano Barata, a subscrever a Constituição então aprovada, e foge com eles para Falmouth. De volta à Bahia, integra a junta constitucional como secretário, em 1821. No mesmo ano, foi deputado pela Bahia nas Cortes de Lisboa.

Na época, apesar de ser descrito como um deputado liberal, nos tempos da Corte de Lisboa, Coutinho, assim como a maioria dos deputados baianos, permaneceu fiel aos projetos do Reino Unido e de Portugal para o Brasil, em meio ao movimento de independência do Brasil já crescente na Bahia.
Após as lutas Coutinho descobriu que dois de seus escravos, os irmãos Francisco Anastácio e João Gualberto, que haviam lutado no Batalhão dos Periquitos, estavam lotados na Brigada de Artilharia a Cavalo, do Rio de Janeiro. Reclamou uma indenização, e recebeu o montante de 600 mil Réis, valor considerado pequeno, pelos dois negros que serviram nas lutas baianas.
Eleito deputado para as duas primeiras legislaturas do Primeiro reinado, foi oposição ao Imperador; entretanto, chegou a ser nomeado seu médico honorário e agraciado com o título de Conselheiro. Quando da abdicação de D. Pedro I, foi Ministro dos Negócios do Império por seis meses, no período regencial. Foi deputado ainda em 1826; por suas qualidades como orador causava grande impressão na plateia, recebendo por isto a alcunha de "deputado das galerias". No cargo de deputado, foi mantendo a postura liberal dos tempos das Cortes de Lisboa, e entre seus principais discursos, defendeu que as províncias deveriam ter toda uma amplitude para se governarem; mas que era preciso que se afrouxassem o nó, e que ficassem sujeitas ao governo central por uma "união doce e suportável", em uma postura defensora do federalismo, contra propostas centralizadoras, e estimulando as províncias a buscarem o desenvolvimento.
Atuou no Colégio Médico-Cirúrgico da Bahia, na cátedra de patologia. Quando, em 3 de outubro de 1832, a Regência transformou a escola em Faculdade, foi Lino Coutinho seu primeiro Diretor. Em sua gestão criou a Biblioteca, formando um dos mais ricos acervos do país.
Dentre as obras que publicou, estão as médicas Topografia Médica da Bahia e Memória sobre a doutrina de Broussais; na literatura deixou uma coletânea de poemas.
Também escreveu um tratado sobre a educação feminina, destinado a instruir a ama de sua filha, Cora, sobre como educar a menina. O livro foi publicado postumamente e constitui um importante registro da forma como homens ilustrados viam a educação das mulheres.O livro está disponível no site "Museu Virtual Bertha Lutz".
Seu inventário confirmou que ele era dono de um razoável patrimônio, cuja propriedade de maior valor financeiro era o engenho Trindade, situado no termo da Vila de Santo Amaro da Purificação, além de 113 escravos. Ele também era dono do terceiro maior inventário com relação a obras documentais e bibliotecárias do Recôncavo Baiano naquele período, tendo ao todo uma biblioteca com 143 livros, que tinham um valor estimado por volta de 167 mil contos de réis. Desta bibliografia, ele tinha o maior número de obras em espanhol, e uma considerável quantidade em livros em português e francês, e presença de obras em italiano e inglês, embora houvesse uma ausência de livros em latim.
Como ministro, denunciou em relatórios feitos entre 1831 até sua morte em 1836, os resultados da Lei de 1827, que mostrava o mau estado do ensino elementar no país. Argumentava que, apesar dos esforços e gastos do Estado no estabelecimento e ampliação do ensino elementar, a responsabilidade pela precariedade do ensino elementar era dos municípios, devido a ineficiente administração e fiscalização, bem como culpava os professores por desleixo e os alunos por "vadiagem". Admitia, no entanto, que houve abandono do poder público quanto ao provimento dos recursos materiais, como os edifícios públicos previstos pela lei, livros didáticos e outros itens. Também apontava o baixo salário dos professores; a excessiva complexidade dos conhecimentos exigidos pela lei e que dificultavam o provimento de professores; e a inadequação do método adotado em vista das condições particulares do país.
Depois da abdicação do trono por parte de Dom Pedro I, Coutinho tomou a pasta de secretário de negócios do império no primeiro ministério organizado pela regência permanente, em 16 de julho de 1831, cargo no qual permaneceu até 4 de abril de 1832, quando Coutinho teve de deixar o cargo. Na época, o secretário de estado dos negócios do império era também o presidente da província do Rio de Janeiro, nomeado pelo imperador, ato que só foi revertido com o Ato Adicional de 1834.
Coutinho era médico pessoal do imperador Dom Pedro I, e tinha um grande prestígio por conta disso. Ele idealizou a reforma do Colégio Médico-Cirúrgico da Bahia. As suas idéias foram levadas à Assembléia Geral e transformadas em lei no ano de 1832. Recebida a denominação de Faculdade de Medicina, tanto a da Bahia como a do Rio de Janeiro, a congregação teve mais autonomia. A Faculdade passou a contar com 14 cadeiras e a duração do curso alcançou seis anos. Lino Coutinho foi nomeado o seu primeiro diretor, na Bahia. A criação do ensino superior público de Medicina, ainda na Bahia e no Rio de Janeiro, foi uma das primeiras iniciativas do Príncipe Regente na área da educação.
Seus últimos dias de vida fizeram-o deixar o governo em 30 de julho de 1832, desaparecendo gradativamente da vida política. Sofria com problemas de inflamação de estômago e de intestino, causados pelo seu forte apreço pela culinária baiana, e que foram tratados como a causa de sua morte, em 1836.

## Cartas para a Educação de Cora
Sua obra póstuma Cartas para a Educação de Cora, publicada em 1849, apesar de polêmica, foi um marco para a história da educação feminina no Brasil. Era um texto coerente com as ideias do autor, com o projeto de modernização e civilização da sociedade brasileira através da educação “higiênica” para a mulher: esposa e mãe. As orientações didáticas do Dr. Lino Coutinho não mudavam o papel social da mulher, mas inovavam nos meios para atingir este fim.
Coutinho criou a obra como uma espécie de "exemplo" para sua filha Cora, em uma época em que havia poucas escolas femininas, somente vinte em todo o império, segundo apurado por ele nos tempos de ministro. Acabou criando uma obra pedagógica avançada, de caráter teórico rousseauísta sobre a educação da mulher. A ideia era ser um programa pedagógico para a filha, mas após a publicação, se tornou um manual leigo de pedagogia feminina ao alcance do público leitor deste tipo de obra. Como leitor dos médicos iluministas e dos tratados de higiene, Coutinho adaptou o conjunto de ideias a respeito da mulher na época para educar Cora, e o programa era dividido em três grandes etapas: a educação física, a moral e a intelectual.
Na obra, ele também pregava a necessidade de ilustração feminina em algumas áreas do saber, tais como aprendizado de História e Ciências Naturais, Língua Portuguesa, Francês, além, é claro, das prendas domésticas. A educação física, além dos banhos frios e da leitura eram hábitos que deveriam fazer parte do cotidiano da jovem Cora. Ele acreditava que o processo educativo deveria equilibrar estes três domínios, visando formar uma criatura "sã e virtuosa", e que um corpo são demandava uma inteligência cultivada. Além disso, Coutinho também pregava que a filha brincasse à vontade, corresse e saltasse.
Estas ideias apresentadas chocaram a sociedade baiana e não foram poucas as polêmicas travadas em torno das novas práticas, inclusive dentro da própria Faculdade de Medicina, onde alguns médicos se opunham e outros apoiavam as idéias do médico José Lino Coutinho. Naquele período, havia frequentes críticas sobre o comportamento afetado infantil, especialmente em relação ao divertimento das crianças com relação a brincadeiras.
Era bem provável que Coutinho tivesse como modelo as crianças europeias que desde o século XVIII foram representadas nas pinturas de interiores, cenas familiares e retratos, que eram crianças robustas, coradas, de movimentos livres, e geralmente acompanhadas de suas mães. Para isso, também era importante cuidar da alimentação de Cora, do asseio corporal, de roupas que permitissem liberdade para jogos e brincadeiras.
Coutinho era contra os castigos físicos. Ele acreditava que os castigos morais tinham maior eficácia na formação do caráter das crianças do que os castigos físicos. Isto demonstrava mais uma sintonia com a ideologia europeia de educação infantil e inovadora para a época, não prevendo uma vida reclusa para sua filha, nem rodeada de extremos cuidados para com o mundo exterior. Ao procurar fazê-la enfrentar situações desagradáveis, como o contato com a morte e a solidão, ele acreditava estar educando Cora sobre a diversidade da Natureza e incutindo-lhe uma formação moral baseada na verdade e na coragem. Como médico, Coutinho não descuidou do fato da higiene. Preservava o tempo todo cuidados com o corpo e a moral, para evitar que crises se prolongassem em patologias que os médicos bem conheciam e que poderiam ameaçar a jovem adolescente.
Por outro lado, os costumes da época eram vistos quando se falava que as brasileiras liam pouco, como na visita do casal Jean Louis e Elizabeth Agassiz, que comentaram o quanto era raro encontrar livros nas casas brasileiras, e que as mulheres pouco liam, e quando liam, eram sempre folhetins que pouco contribuíam para sua formação intelectual. Tanto que na obra, Coutinho ressaltava que as mulheres tinham de saber fazer os "ofícios femininos", sem ter pejo destas atividades que contribuíam para sua educação moral, e tinha isso resumido em uma máxima: "Para saber mandar, é preciso saber fazer".
A obra partia da ideia de que a nova mulher deveria ser uma criação do homem, pois somente ele estaria equipado intelectualmente para conhecer suas particularidades, e assim, a moldaria à gosto, transformando-a em uma agente civilizadora que deveria cumprir os ditames da Natureza. E com ela, Coutinho virou, além de pai, um orientador da filha, estando adiante no papel que os médicos higienistas tomaram pra si ao escrever sobre a higiene familiar e o papel da mulher-mãe. O livro também foi importante no sentido de iniciar uma literatura voltada para a educação feminina e o culto à maternidade produzida por médicos, mulheres cultas, como as editoras de jornais femininos, e intelectuais positivistas do final do século XIX.
O ideal de corpo saudável e fecundo, casa asseada, vestuário sempre limpo e alinhado, encontrou partidários na Bahia do século XIX. Afinal, o interesse pelo corpo feminino estava revestido de ideais normatizadores, identificados como desdobramento da “missão civilizadora” da nação brasileira, projetando, assim, outros padrões de comportamento feminino, quer no espaço doméstico, quer no de lazer, no de trabalho e nas vias públicas.

## Lista de obras
- Observações sobre as afecções catarrais de Cabanis (1816)
- Projeto reformando as Escolas de Medicina (1826)
- Topografia médica da Bahia (1832)
- Coleção dos principais fatos na história da epidemia do cólera morbus (1833)
- Memória sobre as águas naturais da Bahia, Memória sobre a doutrina de Broussais, Parecer da comissão da Câmara dos deputados (1832)
- Sustentação das acusações que na sua respectiva câmara fez o deputado José Lino Coutinho ao Marquês de Baependi (1827)
- Cartas sobre a educação de Cora (1849) [21]